# Łukasz (Al-Churi)
Łukasz, nazwisko świeckie Al-Churi (ur. 1945, zm. 5 stycznia 2021 w Bejrucie) – syryjski duchowny prawosławnego Patriarchatu Antiocheńskiego, od 1995 do śmierci biskup pomocniczy metropolii Damaszku.

## Życiorys
Chirotonię biskupią otrzymał 5 października 1999 jako wikariusz metropolii Damaszku z tytułem biskupa sajdnajskiego.
Zmarł 5 stycznia 2021 r. na COVID-19.